# Osservatorio astronomico di Hoher List
L'osservatorio astronomico di Hoher List è un osservatorio astronomico, operativo fino al 2012, situato a circa 60 km a sud di Bonn, in Germania, in un complesso sulla collina stratovulcanica di Hoher List nella regione dell'altopiano di Eifel, nei pressi della cittadina di Daun nel Land della Renania-Palatinato.

## Storia
Fino agli anni '40 le osservazioni astronomiche presso l'area circondariale di Bonn venivano effettuate principalmente dal vecchio osservatorio presso l'università di Bonn, fondato dall'astronomo Friedrich  Argelander. Situato in una zona che divenne nel tempo il centro cittadino, l'inquinamento luminoso ed atmosferico ne resero le osservazioni sempre più difficoltose. Nel 1950 fu così deciso di trovare un'area alternativa, identificata nella collina di Hoher List sopra il villaggio rurale di Schalkenmehren.
Alcuni strumenti dislocati presso il vecchio osservatorio furono ricollocati presso la nuova sede, sotto la direzione di Friedrich Becker e del suo assistente Hans Schmidt, futuro primo direttore del nuovo osservatorio, e furono acquistati otto ettari di terreno per la costruzione della struttura. Il complesso fu inaugurato nel 1954 con l'installazione del primo telescopio Schmidt da 50 cm, ma in breve tempo si rese necessario un ampliamento strutturale, anche a seguito della necessità di un telescopio moderno di dimensioni maggiori. Tra il 1962 ed il 1965 furono costruite due cupole in cui furono alloggiati il doppio telescopio rifrattore Repsold da 30/36 cm, trasferito dal vecchio osservatorio, ed un nuovo telescopio riflettore Nasmyth-Cassegrain da un metro.

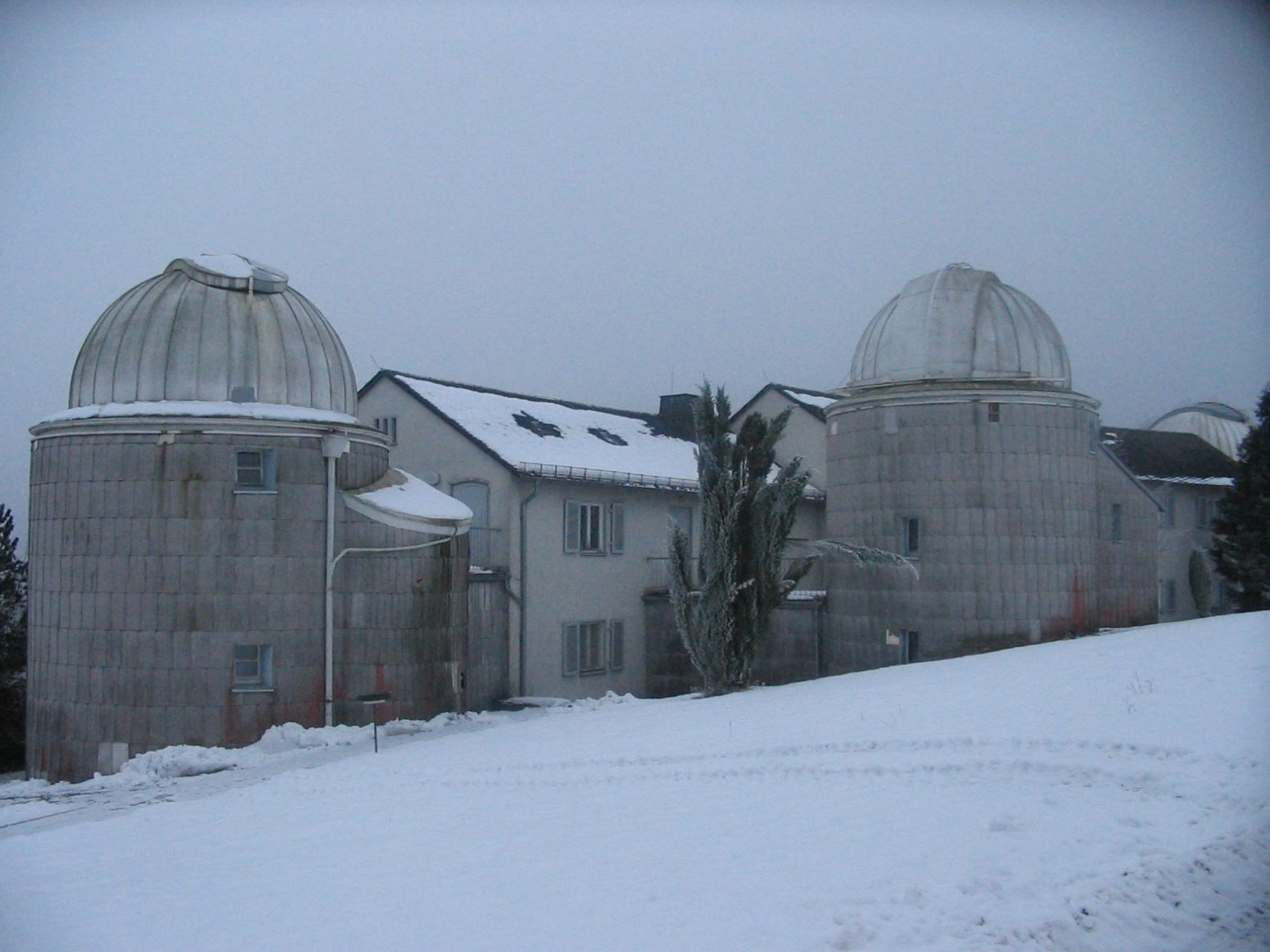
Veduta invernale dell'osservatorio

Nel tempo, Hoher-List ha perso la sua importanza scientifica, poiché effettuare osservazioni di qualità è divenuto difficoltoso. Da un lato la luminosità del cielo è aumentata notevolmente e dall'altra le condizioni meteorologiche non sono paragonabili agli eccellenti siti di osservazione presenti in Cile o negli Stati Uniti. L'osservatorio ha così assunto funzione educativa e divulgativa per studenti e ambienti di laboratorio per lo sviluppo strumenti astronomici.

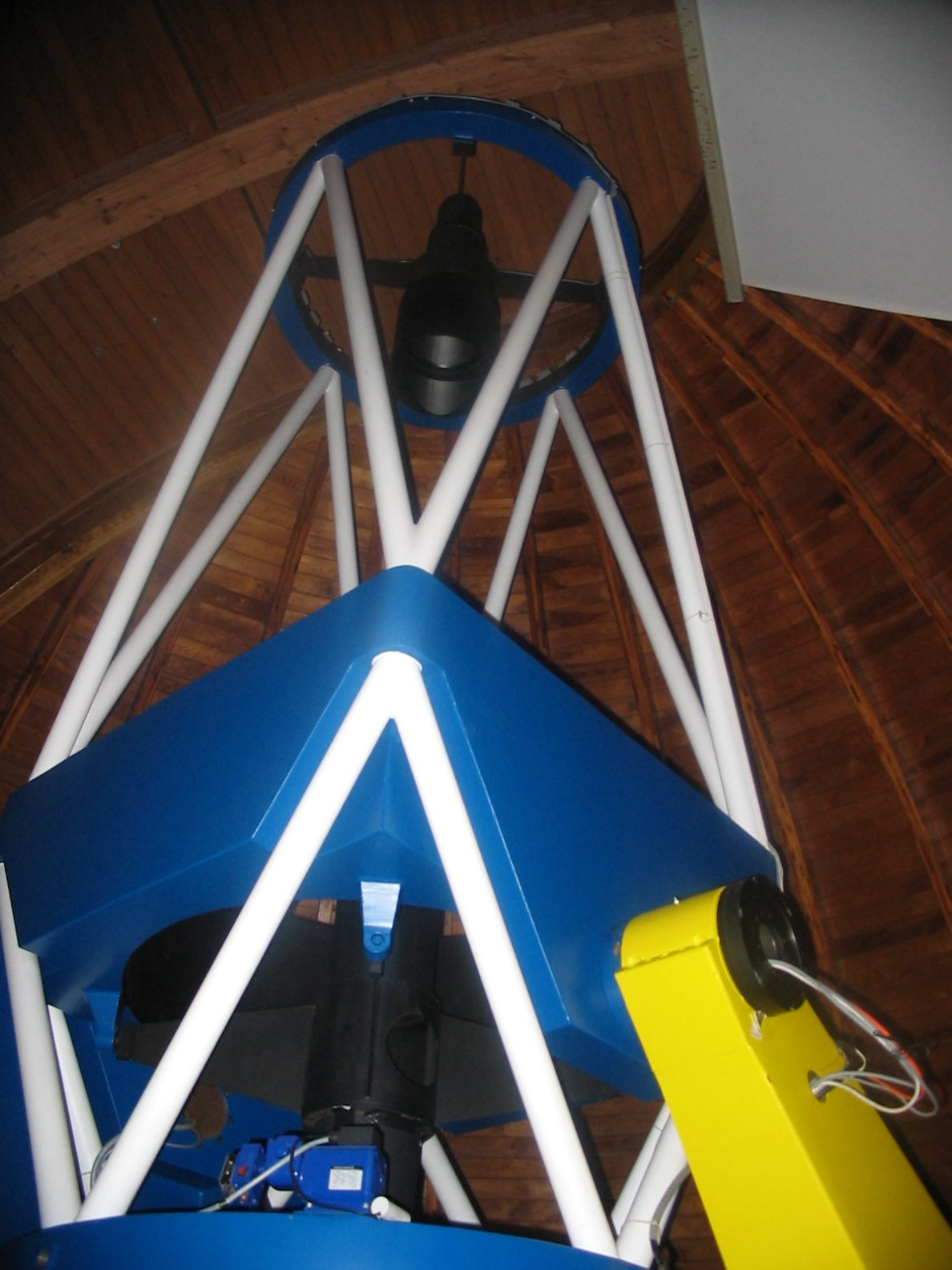
Il telescopio riflettore da un metro

Nel 2012 l'università di Bonn ha chiuso l'osservatorio e solo il riconoscimento del complesso come monumento nazionale culturale ha impedito la vendita delle attrezzature annesse.